# Calmon (futebolista)
Carlos Antonio Cauhy Carmon, mais conhecido como Calmon (Uberaba, 31 de maio de 1976), é um ex-futebolista brasileiro que atuava como atacante. 
Carrasco do CSA, tornou-se ídolo no CRB.

## Títulos
Nacional
- Campeonato Paranaense da Terceira Divisão: 1998

Malutrom
- Campeonato Brasileiro da Série C - 2000